# Placito
In antichità per placito, si intendeva il parere del giudice su una lite o disputa.
Il vocabolo deriva dal latino plàcitum, da plàcere, piacere, da cui il significato secondario di ordinare e decidere.
Nel periodo franco i conti o i visconti, rappresentanti del potere temporale in vece dell'imperatore, erano chiamati ad intervenire sulle dispute perlopiù di genere immobiliare tra le parti. 
Famosi sono i Placiti cassinesi, ossia le quattro testimonianze giurate del X secolo sulla disputa dell'appartenenza di alcuni terreni benedettini a Capua, Sessa Aurunca e Teano.
Solitamente il luogo in cui avveniva la disputa era il "mallo pubblico" (mallum), cioè il tribunale o la pubblica assemblea giudiziaria dell'epoca.